# 納西索·坎佩羅
納西索·坎佩羅（西班牙語：Narciso Campero，1813年10月29日—1896年8月12日），玻利維亞政治人物，曾于1880年至1884年擔任玻利維亞總統。